# Dr. Dr. Wagner Gesundheit & Pflege
Die Dr. Dr. Wagner Gesundheit & Pflege GmbH wurde 1987 von Stephan Wagner gegründet und betrieb in Österreich Vital- und Kurhotels, Reha-Kliniken, Pflegeheime und eine Einrichtung zur Alltagsbetreuung. Insgesamt waren etwa 1200 Menschen unternehmensweit beschäftigt. Die Dr. Dr. Wagner Gruppe wurde per 1. Juni 2017 von der SeneCura Gruppe übernommen.

## Behandlungsschwerpunkte
Schwerpunkte waren die Behandlung von Erkrankungen des Stütz- und Bewegungsapparates, Stoffwechselerkrankungen, Gefäßerkrankungen, Erkrankungen der Lunge und der Atemwege sowie Hauterkrankungen. Zur Dr. Dr. Wagner-Gruppe gehörten neun Vital- und Kurhotels, fünf Reha-Kliniken, fünf Pflegeheime und eine Einrichtung zur Alltagsbetreuung (nach eigenen Angaben).